# (26) Proserpina
(26) Proserpina és l'asteroide número 26 de la sèrie. Va ser descobert des de Düsseldorf el 5 de maig de 1853 per l'astrònom Karl Theodor Robert Luther (1822-1900). Va ser batejat en honor de la deessa romana Prosèrpina.